# Замостянська волость (Зміївський повіт)
Замостянська волость — адміністративно-територіальна одиниця Зміївського повіту Харківської губернії.

## Склад
На 1862 рік до складу волості входили:
- слобода Зідьки;
- слобода Піски;
- слобода Черемушна;
- слобода Красна Поляна;
- слобода Борове;
- слобода Замостя;
- слобода Чемужівка;
- слобода Артюхівка;

Найбільші поселення волості станом на 1914 рік:
- село Замостя — 2176 мешканців.
- село Зідьки — 1809 мешканців.
- село Борове — 2369 мешканців.
- село Костянтинівка — 1671 мешканець.
- Чемужівка — 1333 мешканці.

## Керівництво

### 1914
Старшиної волості був Онопко Михайло Семенович, волосним писарем — Скляров Козьма Тимофійович, головою волостного суду — Семенов Семен Андрійович.